# Танкетка (поэтическая форма)
Танкетка — сверхкраткая поэтическая форма, предложенная Алексеем Верницким в 2003 году (официальным днём рождения танкетки Верницкий объявил 6 марта 2003). По мысли Верницкого, современная русская поэзия нуждается в твёрдых формах вообще и в сверхкраткой форме в частности, чем и объясняется новейший интерес к хайку, однако с формальной стороны хайку для русского стиха длинновато и неудобно, к тому же усвоению мешают содержательные ограничения, делающие хайку скорее литературным жанром, чем литературной формой.

## Форма
Верницкий описывает танкетку как стихотворение из двух строк, насчитывающих в сумме шесть слогов. Слоги должны быть расположены в строках по схеме 3+3 или 2+4. В танкетке должно быть не больше пяти слов и не должно быть знаков препинания. Обоснованию именно таких правил, лежащему преимущественно в области тонких интуитивных наблюдений за психологией творчества и чтения, Верницкий посвятил две статьи.

## Распространение
Несмотря на искусственность предложенного Верницким набора формальных ограничений, а отчасти, возможно, и благодаря этой искусственности, то есть свободе от литературной традиции и ясно осознанной игровой природе, танкетки быстро получили достаточно широкое распространение и привлекли внимание поэтов, критиков и читателей: раздел танкеток в составе Интернет-проекта «Сетевая словесность» постоянно пополняется, а публикации самих танкеток и критических отзывов о них предприняли ряд значительных литературных изданий (впервые, по-видимому, на новую форму обратил внимание критик Владимир Губайловский в своём обзоре новейшего состояния поэтической миниатюры в журнале «Арион»). Среди авторов, обращавшихся к жанру танкетки, были, в частности, Андрей Василевский, Марина Хаген, Валерий Прокошин.
В 2008 г. вышел первый бумажный сборник танкеток «Танкетки. Теперь на бумаге» (М.: АРГО-РИСК, Книжное обозрение). Десятилетие танкетки было отмечено в 2013 году.

## Примеры танкеток
японка

бабочка

      (Алексей Верницкий)

Сибирь

гиперссылка

      (Роман Савоста)

где нас

там хорошо

      (Олег Ярошев)